# ガンブレードNY

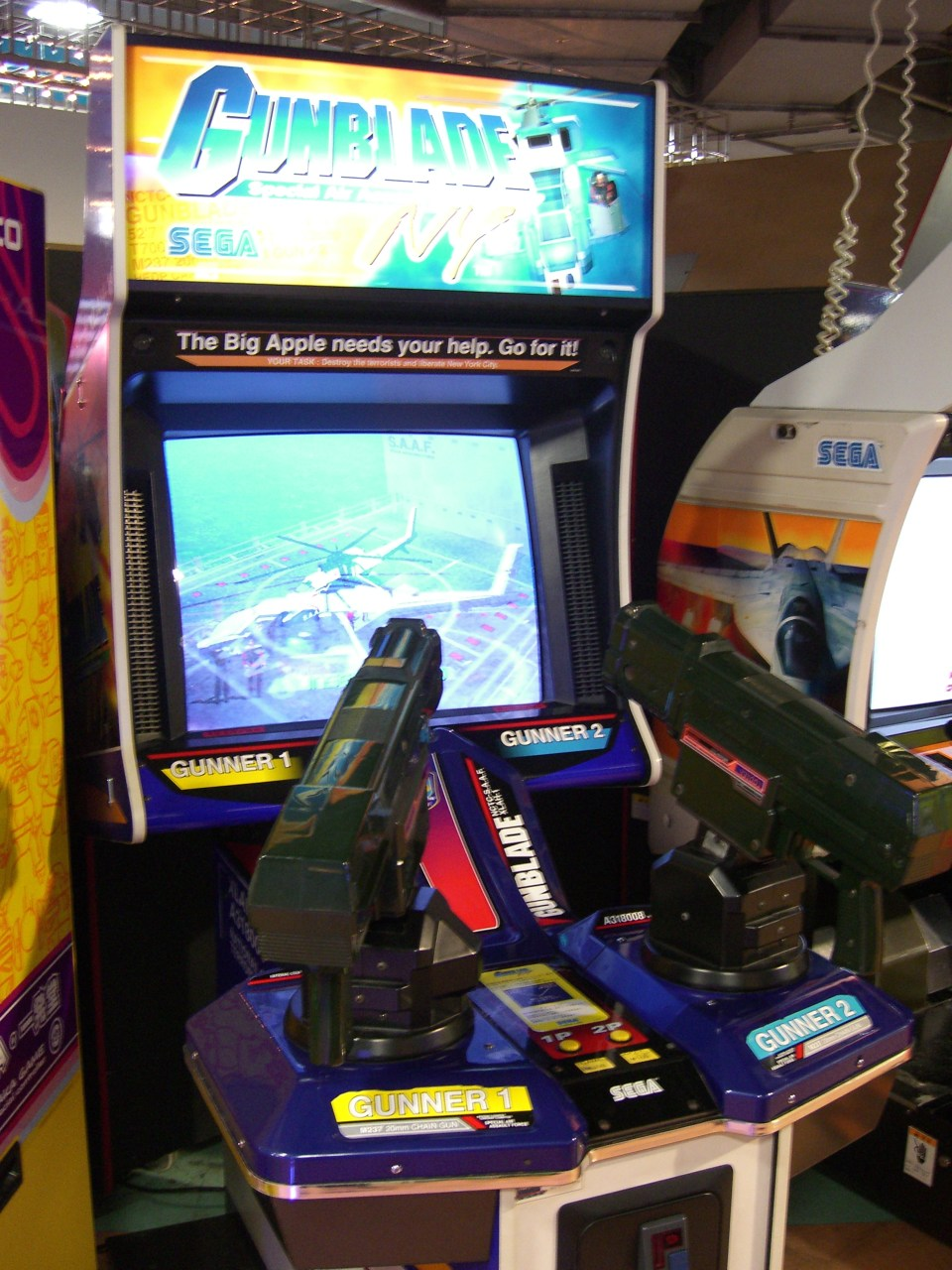
ガンブレードNY筐体。アップライト（スタンダード）型。

『ガンブレードNY』（GUNBLADE NY -Special Air Assault Force-）は、セガが1996年に発売したアーケードゲーム。

## 概要
ニューヨークを占拠したテロリスト組織を、特殊攻撃ヘリコプター「ガンブレード」に乗り込み機関銃を乱射し壊滅させるのが目的のガンシューティングゲーム。AM3研によってMODEL2基板で制作された。
筐体には巨大なマシンガンが直付けされ、50型のプロジェクターを搭載したキャビネットタイプのデラックス筐体と、やや小型のCRTを搭載したアップライトタイプのスタンダード筐体が存在した。射撃の反動を再現した振動がやたらと激しいのが特徴で、ゲームクリアまで通しでプレイするとプレイヤーの腕がしびれるほどである。
ステージはイージー（国際連合本部ビル解放）、ハード（マンハッタン解放）の2つが用意され、どちらも4つのエリアに分かれている。トリガーを引いているだけで連射ができるようになっており、敵キャラのアンドロイドは弾が命中する度に跳ねまわって最後には爆発する、敵キャラ以外の自動車なども撃つことができ爆発するといった派手な演出が話題を呼んだ。
プレイヤーのマシンガンで敵が発射するミサイルを撃墜することができる。ハードステージ後半に到達するとヘリコプターが反転した場所に敵キャラが存在し、反転とほぼ同時に撃たれるといった不条理な面もあり、ボスキャラよりも強い雑魚キャラとされていた。
敵はアンドロイドなのでマシンガンの銃撃にも数発は耐えるが、ボスを除き頭部を撃つと一発で撃破できる。また、水中に落しても一撃で撃破出来る。
敵の攻撃を受けるとライフが1個減り、0個になるとゲームオーバー。
また、スコアアタックモードも搭載されており、後期にはこのモードにおけるハードユーザー同士のスコア競争に火がついていた。
大ヒットを果たしたゲームではないが、一定以上のインカムを稼ぐ寿命の長いゲームとされている。1998年には『L.A.マシンガンズ』という続編も制作された。
2010年に『L.A.マシンガンズ』と一本化し『Gunblade NY & LA Machineguns Arcade Pack』のタイトルで、Wiiへ移植され欧州で発売された。国内販売はされていない。

## 特徴
自分のヘリの進行方向および向き）が毎回ランダムで異なり、ゲームプレイ時の視点が毎回違うのが本ゲームの最大の特徴である。そのため、おおまかな流れは同じだが、敵の出現するタイミングや攻撃の方向が毎回微妙に異なっている。
これは開発スタッフが、「3Dで空中からの攻撃を活かすなら、毎回視点が異なったら面白い」として本ゲームにおいて実現したシステムである。ただし、実際には「スコア狙いのパターン化不可能」「視点変化と同時に攻撃などの理不尽な展開が時折出る」など、結局は運任せの部分が強く出る点で、評価は微妙である。
バランス調整が難しかったようで、開発スタッフ自身、ゲーム誌のインタビューで、「かなり無謀なことをやってしまった」と語っている。続編の『L.A.マシンガンズ』での採用を最後に、このシステムは使われていない。
このゲームでは、トリガを引いている間、反動で操作用のガンが揺れるようになっている。この反動が精密射撃を阻害してしまい、敵の頭部を撃てば一撃で倒せるという仕様と相反するため、反動を意図的にオフにしてある店舗もあった。
また、トリガ引きっぱなしでの自動連射は、手で連射することで簡単により速くできるような遅い連射で、スコアを目指す者は自前で連射するのが常だったため、なおさら反動は嫌われた。
ゲーム自体の連射への耐性が高かったため、『スターブレード』（ナムコ）同様、連射装置を取り付けた場合の難易度軽減効果は絶大だった。ただし、取り付けた店舗は比較的少なかった。